# Konfederacja bełska
Konfederacja bełska zawiązana 21 lipca 1572, wkrótce po śmierci króla Zygmunta II Augusta. Jednym z jej przywódców był Jan Zamoyski (wtedy starosta bełski). Konfederacja, pod przywództwem Zamoyskiego, popierała system reprezentacyjny podczas wolnej elekcji. Początkowo miała poparcie w województwach ruskim, podolskim, kijowskim i sandomierskim.
Koncepcja systemu reprezentacyjnego wkrótce utraciła poparcie, zastąpiona przez system elekcji bezpośredniej (elekcja viritim).
O ile sama konfederacja nie miała w kontekście historycznym wielkiego znaczenia, była miejscem, gdzie zaczęła się legenda Zamoyskiego jako popularnego polityka – „trybuna szlachty”.